# Сельское поселение Чёбсарское
Сельское поселение Чёбсарское — сельское поселение в составе Шекснинского района Вологодской области. До 2020 года являлось городским поселением. Законом Вологодской области от 11 июня 2019 года № 4547-ОЗ, городское поселение Чёбсарское с 1 января 2020 года преобразовано в сельское поселение.
Административный центр — посёлок Чёбсара (до 2012 года пгт).

## География
Расположено на востоке района. Граничит:
- на севере с сельскими поселениями Сиземское и Чуровское,
- на юго-западе с сельскими поселениями Угольское и Любомировское,
- на юго-востоке с сельским поселением Домшинское,
- на востоке со Старосельским сельским поселением Вологодского района.

По территории поселения протекает река Роица. По юго-западной границе поселения проходит региональная автотрасса А114, в посёлке Чёбсара расположена одноимённая станция Северной железной дороги.

## История
Образовано 1 января 2006 года в соответствии с Федеральным законом № 131 «Об общих принципах организации местного самоуправления в Российской Федерации».
В состав сельского поселения вошёл Чёбсарский поссовет.
Постановлением Правительства Вологодской области от 23 января 2017 года № 48 Чёбсарский поссовет был преобразован в Чёбсарский сельсовет.

## Население
| 2011  | 2012  | 2013  | 2014  | 2015  | 2016  | 2017  |
| ----- | ----- | ----- | ----- | ----- | ----- | ----- |
| 1520  | ↘1493 | ↗1500 | ↗1509 | ↘1475 | ↘1466 | ↘1423 |
| 2018  | 2019  | 2020  | 2021  | 2023  |       |       |
| ↘1384 | ↘1361 | ↘1330 | ↘1065 | ↘1035 |       |       |

## Населённые пункты
В 1999 году был утверждён список населённых пунктов Вологодской области. С тех пор состав Чёбсарского поссовета не изменялся.
В состав городского поселения входят 12 населённых пунктов, в том числе
1 посёлок,
11 деревень.
| Населённый пункт   | ОКАТО          | Рег. номер | Расстояние до районного центра, км | Расстояние до центра поселения, км | Координаты                      |
| ------------------ | -------------- | ---------- | ---------------------------------- | ---------------------------------- | ------------------------------- |
| деревня Герасимово | 19 258 562 001 | 7900       | 20                                 | 6                                  | 59°12′50″ с. ш. 38°42′28″ в. д. |
| деревня Горка      | 19 258 562 002 | 7901       | 20                                 | 6                                  | 59°13′02″ с. ш. 38°45′10″ в. д. |
| деревня Дудкино    | 19 258 562 003 | 7902       | 23                                 | 5                                  | 59°12′59″ с. ш. 38°45′43″ в. д. |
| деревня Жайно      | 19 258 562 004 | 7903       | 17                                 | 3                                  | 59°11′44″ с. ш. 38°41′11″ в. д. |
| деревня Коротково  | 19 258 562 005 | 7904       | 22                                 | 6                                  | 59°12′53″ с. ш. 38°43′35″ в. д. |
| деревня Молодки    | 19 258 562 006 | 7905       | 22                                 | 3                                  | 59°10′34″ с. ш. 38°47′50″ в. д. |
| деревня Нефедково  | 19 258 562 007 | 7906       | 23                                 | 4                                  | 59°12′26″ с. ш. 38°45′32″ в. д. |
| деревня Павшино    | 19 258 562 008 | 7907       | 24                                 | 5                                  | 59°13′18″ с. ш. 38°44′40″ в. д. |
| деревня Панькино   | 19 258 562 009 | 7908       | 25                                 | 10                                 | 59°14′01″ с. ш. 38°43′01″ в. д. |
| деревня Селино     | 19 258 562 010 | 7909       | 24                                 | 3                                  | 59°12′35″ с. ш. 38°44′13″ в. д. |
| посёлок Чёбсара    | 19 258 562     | 7899       | 24                                 | —                                  | 59°11′57″ с. ш. 38°49′48″ в. д. |
| деревня Чурилово   | 19 258 562 011 | 7910       | 19                                 | 6                                  | 59°12′16″ с. ш. 38°42′48″ в. д. |

## Местное самоуправление
Главы сельского поселения
- Носков Николай Георгиевич[17]
- с 15 февраля 2015 года — Федотовский Владимир Петрович[18]
- с 08 февраля 2022 года - Кузнецова Юлия Валентиновна